# Тунка (река)
Тунка́ (бур. Түнхэн) — река в Бурятии. Протекает на севере Тункинского района по территории четырёх сельских поселений: «Хужиры», «Галбай», «Толтой» и «Тунка». Левый приток реки Иркут.

## Этимология
Наиболее вероятно происхождение топонима Тунка от наименования монгольского племени тункэн, известного как этноним с XIII века, в частности, из работ персидского учёного-энциклопедиста Рашида ад-Дина. Предполагается, что это давно исчезнувшее племя кераитов-тункаитов когда-то проживало в этих местах, об этом свидетельствуют другие местные топонимы того времени, сохранившиеся до наших дней в несколько искажённом виде. Высказались предположения о связи Тунка с тунгусским словом тункэн, означающим «барабан», а также бурятскими: тунэхе — «блуждать, бродить» и тунга — «нетронутый, нехоженый, свежий», но эти версии считаются ошибочными.

## Гидрология
Длина реки составляет 48 км. Площадь водосборного бассейна — 811 км². Среднегодовой расход воды — 6,7 м³/с.
| Средний расход воды (м³/с) реки Тунка по месяцам и за год с 1978 по 1990 гг. (замеры производились на гидрологическом посту в 3 км от устья) |

Протекает в северной части Тункинского национального парка по Тункинской долине (кроме верховий в Тункинских Гольцах).
Берёт начало на юго-восточных склонах восточной оконечности Тункинских Гольцов, выше 2200 м над уровнем моря. От истока до впадения притока из верховьев реки Енгарга течёт на юго-восток, потом преобладающим направлением течения становится восток, северо-восток. Достигнув в среднем течении северо-западной окраины Койморской озёрно-болотной низины, поворачивает на юго-восток и течёт преимущественно в этом направлении до Муранских озёр. Далее до Наханоя (северная часть села Тунка) основным направлением течения становится восток, юго-восток. Затем поворачивает на юг и впадает в Иркут на высоте 712 м над уровнем моря, в 2 км западнее села Никольск.

### Притоки
| Название       | Сторона впадения | Координаты устья                 |
| -------------- | ---------------- | -------------------------------- |
| Булу           | левая            | 51°49′23″ с. ш. 102°11′05″ в. д. |
| Угутэрэ        | левая            | 51°50′11″ с. ш. 102°14′18″ в. д. |
| Барун-Хандагай | левая            | 51°50′24″ с. ш. 102°15′52″ в. д. |
| Старая Тунка   | левая            | 51°49′45″ с. ш. 102°19′36″ в. д. |
| Талая          | левая            | 51°48′16″ с. ш. 102°22′34″ в. д. |
| Кынгарга       | левая            | 51°46′50″ с. ш. 102°28′01″ в. д. |
| Харангин-Гол   | левая            | 51°46′25″ с. ш. 102°29′49″ в. д. |

## Население
Непосредственно у реки расположен только один населённый пункт — село Тунка, которое было основано возле устья реки Тунки в 1676 году как Тункинский острог.
Недалеко от реки находятся следующие населённые пункты: Никольск, Галбай, Табалангут, Улбугай.

## Археология
На песчаных холмах вдоль рек Ахалик и Тунка около села Тунка были обнаружены различные каменные, бронзовые и железные орудия первобытного человека, фрагменты глиняной посуды, а также кости вымерших животных, таких как: мамонт, носорог, тур.